# 繆敦仁
繆敦仁（1706年—1776年），字羲元，號梅磵，又號榕莊，江蘇蘇州府吳縣人，清朝政治人物。

## 生平
繆敦仁是康熙六年（1667年）丁未科狀元繆彤之孫，康熙五十四年（1715年）乙未科榜眼繆曰藻長子，乾隆二年（1737年）丁巳恩科進士繆遵義之兄。乾隆四年（1739年）己未科二甲第六十一名進士。選翰林院庶吉士，散館授編修。乾隆四十一年（1776年）卒。

## 家族
夫人為宋廣業孫女、宋志益女；側室余氏。有五子二女。玄孫繆嘉穀為道光二十五年（1845年）乙巳恩科進士。